# Улица Тилдри
улица Ти́лдри, также улица Ти́льдри (эст. Tildri tänav) — улица в Таллине, столице Эстонии.

## География
Проходит через микрорайон Лиллекюла района Кристийне и микрорайон Сяэзе района Мустамяэ.
Начинается от бульвара Сыпрузе и пересекается с улицами Нирги, Тилдри пыйк, Моони, Кийли, Алги и Кукласе. Заканчивается на перекрёстке с улицей Мустамяэ. 
Протяжённость улицы — 961 метр.

## История
Улице дали название в 1958 году по имени птицы травник (эст. tilder ~ tildri). Общественный транспорт по улице не курсирует.

## Застройка

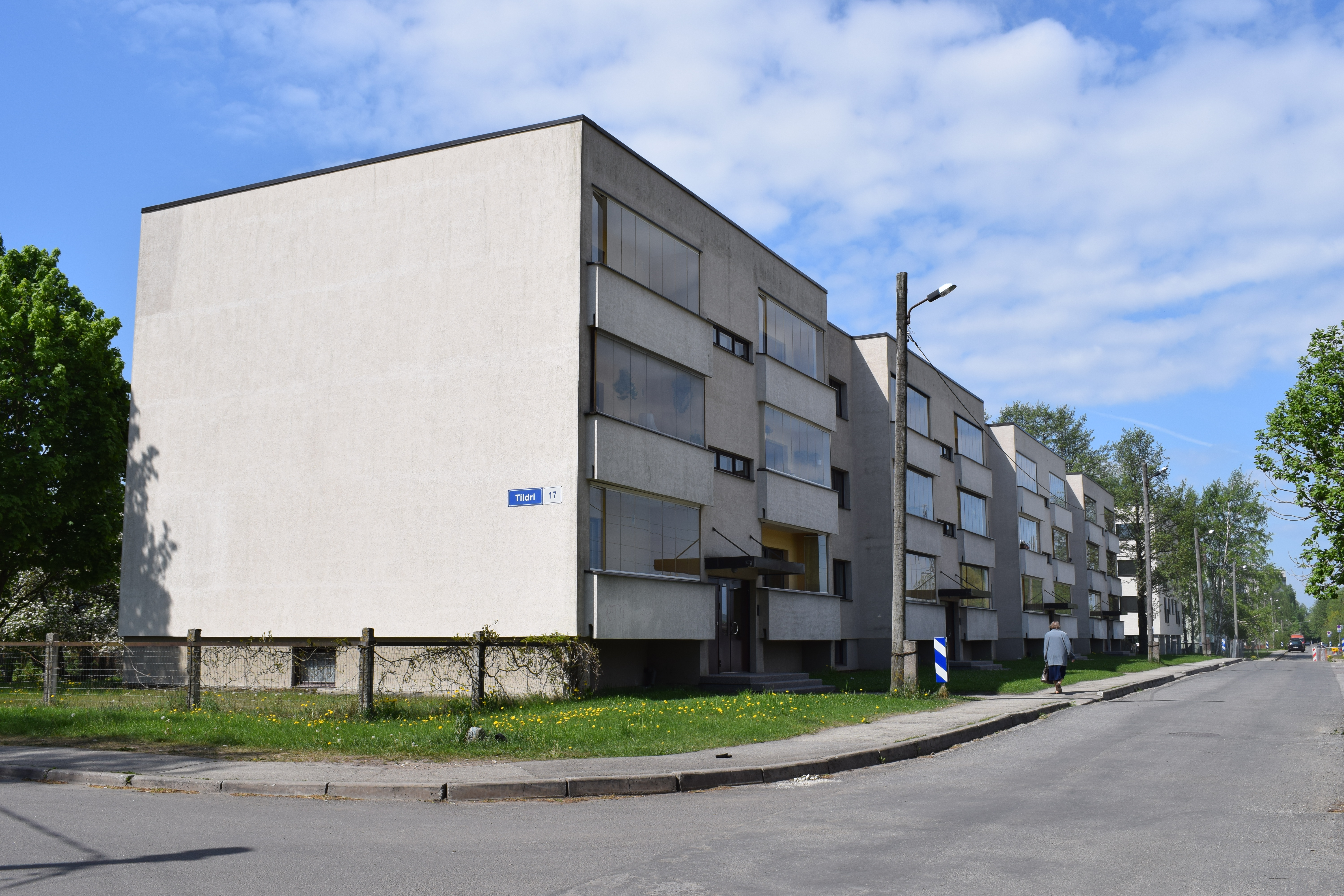
Улица Тилдри, дом 17

Застроена частными домами и 3-этажными квартирными домами. 
В 2006 году на улице Тилдри около троллейбусного депо построили площадку для выгула собак. В конце 2010-х годов троллейбусное депо было ликвидировано и на его месте началось возведение малоэтажных жилых домов.